# Protivec (Žlutice)
Protivec (németül: Protowitz) Žlutice településrésze Csehországban a Karlovy Vary-i kerület Karlovy Vary-i járásában. Központi településétől 3,5 km-re keletre fekszik. A 2001-es népszámlálási adatok szerint 41 lakóháza és 68 lakosa van.

## Népesség
| Lakosok száma | 301  | 302  | 298  | 302  | 357  | 142  | 127  | 70   | 68   | 63   |
|               | 1869 | 1890 | 1900 | 1921 | 1930 | 1961 | 1970 | 1991 | 2001 | 2021 |